# Lythrypnus lavenbergi
Lythrypnus lavenbergi är en fiskart som beskrevs av William A. Bussing, 1990. Lythrypnus lavenbergi ingår i släktet Lythrypnus och familjen smörbultsfiskar. Inga underarter finns listade i Catalogue of Life.